# Піксясі
Піксясі́ (рос. Пиксяси, ерз. Пиксясь) — село у складі Ардатовського району Мордовії, Росія. Адміністративний центр Піксясинського сільського поселення.

## Населення
Населення — 397 осіб (2010; 427 у 2002).
Національний склад (станом на 2002 рік):
- ерзяни — 95 %